# نورمان دودز
نورمان دودز (بالإنجليزية: Norman Dodds)‏ (30 أغسطس 1876 في أستراليا - 15 ديسمبر 1916) هو لاعب كريكت أسترالي. لعب مع فريق تسمانيا للكريكت.

## وصلات خارجية
- نورمان دودز على موقع إي آس بي آن كريك إنفو (الإنجليزية)